# Лавров, Валентин Викторович
Валентин Викторович Лавров (род. 2 мая 1935, Москва) — советский и российский литературовед и писатель

, журналист; действительный член РАЕН, профессор. Автор 29 книг, в переизданиях до декабря [2017 года] — 98 книг.

## Биография
Родился в семье довоенного футболиста Виктора Лаврова («Локомотив» Москва). В 1950-е годы был известным боксёром; окончил Государственный центральный институт физической культуры и спорта по кафедре бокса в 1961 году. Первая профессия — тренер по боксу.
С сентября 1954 года начал печататься в газетах и журналах (около 1000 публикаций), публикуя фельетоны, репортажи, интервью, рассказы о редких книгах. Сотрудничал с радио «Маяк» и другими. Двенадцать лет на радио «Говорит Москва» четыре раза в неделю шли инсценировки по книгам Лавров (1993—2005).
В январе 1989 в издательстве «Молодая гвардия» вышла первая книга — «Холодная осень. Иван Бунин в эмиграции».
С 1990 года в издательстве «Книга» выходит 6-томная фундаментальная антология «Литература русского зарубежья» (Лавров — составитель, автор примечаний).
С 1990 по 1998 годы в газете «Московский комсомолец» еженедельно печатаются книги Лаврова — исторические детективы, написанные на основе архивных материалов: «Кровавая плаха», «Блуд на крови», «Тайны двора Государева», «Русская сила», «Агент S-25», «Эшафот и деньги», «Железная хватка», сериал «Граф Соколов — гений сыска» и другие, всего двенадцать книг. Некоторые из книг переиздавались по девять-десять раз.
В 1994 году увидел свет исторический роман «Катастрофа», посвященный судьбам русской эмиграции после революции (выдержал четыре переиздания). Читательским успехом пользовались «Ненависть вождя и любовь разбойника» (2015 год) и «Джуна на сцене и за кулисами»(2018 год).
Валентин Лавров — Лауреат премии МВД, Шолоховской премии, премии «Аркадия Кошко» за лучший детектив года и др.
Композитор Татьяна Смирнова по роману «Катастрофа» написала Сонату № 2 для фортепиано.

## Отзывы
В. Лавров создает исторически достоверную биографию, со всеми сложностями характера героя, с его привлекательными и отрицательными качествами. Книга очень доказательно развенчивает мифы о писателе как о человеке чёрством, эгоистичном.
В. Лаврову удалось собрать громадный исторический материал. И он владеет им свободно, изображая через призму героя различные стороны эмигрантского существования, открытую и закулисную борьбу сил, враждебных не только Стране Советов, но и проявлению всяческих прогрессивных тенденций внутри самой эмиграции.
— С. А. Макашин, доктор филологических наук

В книге Лаврова факты являются восходящими токами, на которых парит авторское вдохновение, мощь творческой фантазии…
Роман многопланен и ассоциативен. Перед читателем проходят десятки и десятки персонажей… …наиболее яркой фигурой является герой романа — великий Бунин. Под пером Лаврова этот писатель вырастает до некоего символа российской интеллигенции, сущность которой во все времена была единой — служение Отечеству.
— А. Ф. Смирнов, профессор, доктор исторических наук

## Произведения
- Холодная осень. Иван Бунин в эмиграции 1920—1953 гг. 1989
- Истоки богатырства. 1989
- Катастрофа. 1994
- Блуд на крови. 1994
- Гений сыска — Граф Соколов. 1996
- На дыбе. 1997
- Железная хватка Графа Соколова. 1998
- Тайны двора Государева. 1999
- Триумф Графа Соколова. 1999
- Страсти роковые. 2000
- Агент S-25. 2001
- Царские сокровища, или Любовь безумная. 2003
- Эшафот и деньги, или ошибка Азефа. 2004
- Золотой червонец. Детективная жизнь. 2005
- Книжная лихорадка. Москва, вторая половина XX века: печатные сокровища, библиофилы, букинисты. 2007
- Книгами голова полна. 2011
- Любимец богов. К 50-летию со дня смерти Н. П. Смирнова-Сокольского. 2012
- Ненависть вождя и любовь разбойника. 2015
- Джуна на сцене и за кулисами. 2018
- Царство безумных. Детектив-хроника. Илл. Натальи и Олега Леоновых. 266 с.
- Его судьба — «Локомотив». 2021. 192 с. Илл. Натальи Леоновой.